# Christian Giel
Christian Giel (* 5. Dezember 1837 in Wiesbaden; † 13. September 1909 in Dresden) war ein deutscher Erzieher und Numismatiker in Russland.

## Leben
Giel war in Deutschland Kaufmann. Er begab sich 1868 nach Russland, um in der Fürstenfamilie Dondukow-Korsakow eine Stellung als Erzieher anzunehmen. Im Jahr 1869 wird er, wohl in gleicher Funktion, bei einer Gräfin Tolstoi genannt. Fortan machte er sich in St. Petersburg als Numismatiker einen Namen. So veräußerte er 1886 dem Münzkabinett Berlin einige Silbermünzen.
Darüber hinaus war er seit 1886 korrespondierendes Mitglied der Gesellschaft für Geschichte und Altertumskunde der Ostseeprovinzen Russlands.

## Schriften
- Kleine Beiträge zur antiken Numismatik Südrusslands. Herbeck, Moskau 1886, (Digitalisat).